# 17.º Jamboree Mundial Escoteiro
O 17.º Jamboree Mundial Escoteiro (hangul: 제 17 회 세계 잼버리) foi realizado de 8 a 16 de agosto de 1991 e foi organizado pela Coreia do Sul no Parque Nacional Seoraksan, perto da fronteira com a Coreia do Norte, e cerca de 200 km, seis horas de estrada, de Seul.
Many Lands, One World (Varias ilhas, um mundo) foi o tema, que reuniu aproximadamente 20.000 escoteiros de 135 países e territórios, e em particular, nações do Leste Europeu, já que todos os ex-estados comunistas da Europa Central e Oriental e da União Soviética estavam desenvolvendo o Escotismo nos meses antes da dissolução da União Soviética. Escoteiros da Tchecoslováquia e Hungria participaram como membros do Movimento Escoteiro Mundial pela primeira vez desde 1947. Bulgária, Bielorrússia, Estônia, Letônia, Lituânia, Polônia, Romênia, Rússia, Ucrânia e Iugoslávia, cada um deles, colocaram contingentes em campo.
O Jamboree começou com mau tempo, com chuva e inundações causando grandes problemas. As cerimônias de abertura e encerramento foram planejadas para rivalizar com as dos Jogos Olímpicos de Verão de 1988 . O Jamboree exibiu o primeiro programa da Aldeia de Desenvolvimento Global e foi visitado pelo presidente coreano Roh Tae-woo, Carl XVI Gustaf da Suécia e o Príncipe Moulay Rachid do Marrocos.
O contingente britânico transportou uma réplica do campo de escoteiros da Ilha de Brownsea para reconstituir Robert Baden-Powell, o experimento de 1907 do 1.º Barão Baden-Powell no Escotismo. Os escoteiros também experimentaram a hospitalidade doméstica na Coreia do Sul e no Japão.